# Chersodromia obscura
Chersodromia obscura är en tvåvingeart som beskrevs av Grootaert, Cumming och Igor Shamshev 2007. Chersodromia obscura ingår i släktet Chersodromia och familjen puckeldansflugor.
Artens utbredningsområde är Thailand. Inga underarter finns listade i Catalogue of Life.